# Індекс локалізації
Індекс локалізації:
- 1. відношення частки виробництва окремих видів продукції даної території (району) до частки цієї продукції в країні;
- 2. відношення вартості товарної продукції даної території (району) до сумарної вартості валової продукції цієї території (рівень товарності);
- 3. відношення частки виробленої продукції даної території до частки її населення, національного доходу й сукупного продукту.

Усі індекси локалізації, що є >1 є кількісним виразом процесу територіальної спеціалізації діяльності людини.